# Ivar Formo
Ivar Formo (Oslo, 24 giugno 1951 – Oslo, 26 dicembre 2006) è stato un fondista, orientista e dirigente sportivo norvegese.

## Biografia

### Carriera sciistica
In carriera prese parte a due edizioni dei Giochi olimpici invernali, Sapporo 1972 (3° nella 15 km, 2° nella staffetta) e Innsbruck 1976 (5° nella 15 km, 11° nella 30 km, 1° nella 50 km, 2° nella staffetta) e a due dei Campionati mondiali, vincendo due medaglie.

### Carriera orientistica
Oltre al fondo, Formo praticò anche orientamento e nel 1974 vinse la medaglia di bronzo ai Mondiali di Silkeborg, nella staffetta.

### Carriera dirigenziale
Fu presidente del comitato per lo sci di fondo in seno alla Federazione Internazionale Sci.
Nel dicembre del 2006, all'età di 55 anni, nel corso di un'escursione nella foresta di Nordmarka, presso Oslo, perse la vita a causa di una caduta nel lago Sandungen, ghiacciato.

## Palmarès

### Sci di fondo

#### Olimpiadi
- 4 medaglie, valide anche ai fini iridati:
  - 1 oro (50 km a Innsbruck 1976)
  - 2 argenti (staffetta a Sapporo 1972; staffetta a Innsbruck 1976)
  - 1 bronzo (15 km a Sapporo 1972)

#### Mondiali
- 2 medaglie, oltre a quelle conquistate in sede olimpica e valide anche ai fini iridati:
  - 2 bronzi (staffetta a Falun 1974; staffetta a Lahti 1978)

#### Campionati norvegesi
- 6 ori[1]

### Orientamento

#### Mondiali
- 1 medaglia:
  - 1 bronzo (staffetta a Silkeborg 1974)

## Riconoscimenti
Nel 1973 è stato insignito dell'Egebergs Ærespris; nel 1975 ha ricevuto la Medaglia Holmenkollen insieme con Gerhard Grimmer e Oddvar Brå.